# Рибачук Микола
Мико́ла Рибачу́к (нар. 6 грудня 1890, м. Київ, Російська імперія — пом. 19 вересня 1966, Кліфтон, Нью-Джерсі, США) — український військовик, підполковник Армії УНР. Комендант штабу Головного управління Генерального штабу УНР, начальник канцелярії і комендант штабу під час Другого зимового походу, член Вищої військової ради УНР в екзилі, член штабу Українського Визвольного Війська. Лицар Хреста Симона Петлюри, Залізного хреста, Воєнного хреста УНР на Галицького Хреста УГА.

## Життєпис
Микола Рибачук народився 6 грудня 1890 року в м. Київ. Навчався на юридичному факультеті Санкт-Петербурзького університету, закінчив військове училище у Петрограді. Брав участь у Першій світовій війні, був двічі поранений. У 1917 р. — начальник унтер-офіцерської школи запасних гвардійських полків у Петрограді. Останнє звання у російській армії — штабс-капітан.
Восени 1917 року Микола Рибачук був головою полкового комітету 6-го стрілецького полку і зорганізував у Петрограді український курінь, з яким 1 грудня 1917 р. увійшов до українізованого Х армійського корпусу в званні сотника. Був інструктором в Українській інструкторській школі старшин, яка була розташована на Звіринці в Києві.
З весни 1918 р. — старшина Військового міністерства УНР. Станом на 4 серпня 1920 р. — комендант штабу Головного управління Генерального штабу УНР. Учасник Другого Зимового походу.
З 1928 р. служив контрактовим офіцером польської армії у складі 41-го піхотного полку у Сувалках. На чолі батальйону 3-го Гродненського полку брав участь у Німецько-польській війні та обороні польськими військами Львова від німців у вересні 1939 р. Останнє звання у польській армії — майор.
У 1941–1944 рр. працював в Українському центральному комітеті у Кракові та Любліні. З 1944 р. — в еміграції у Західній Німеччині, з 1950 р. — у США.
24 травня 1964 року прийняв священицький сан, був настоятелем церкви Пресвятої Богородиці УПЦ у Кліфтоні (штат Нью-Джерсі). Похований на Цвинтар святого Андрія Баунд-Бруці.

## Вшанування пам'яті
28 травня 2011 року у мікрорайоні Оболонь було відкрито пам'ятник «Старшинам Армії УНР — уродженцям Києва». Пам'ятник являє собою збільшену копію ордена «Хрест Симона Петлюри». Більш ніж двометровий «Хрест Симона Петлюри» встановлений на постаменті, на якому з чотирьох сторін світу закріплені меморіальні дошки з іменами 34 старшин Армії УНР та Української Держави, які були уродженцями Києва (чиї мена вдалося встановити історикам). Серед іншого вигравіруване й ім'я Миколи Рибачука.